# Culo (Bizzey, Frenna, KM & Ramiks)
Culo is een lied van de Nederlandse hiphopartiesten Bizzey, Frenna, KM en Ramiks. Het werd in 2018 als single uitgebracht.

## Achtergrond
Culo is geschreven door Leo Roelandschap, Francis Junior Edusei, Kaene Marica en Stephan Boers en geproduceerd door Ramiks. Het is een nummer uit de genres nederhop en reggaeton. In het lied rappen de artiesten over een vrouw en vragen zij aan haar of zij met haar billen voor hun kan bewegen. In het lied wordt vooral in het Nederlands gezongen, maar enkele regels en woorden zijn in het Spaans. De single heeft in Nederland de dubbel platina status.
In de bijbehorende videoclip zijn de Bizzey, Frenna en KM te zien die als militie een Mexicaanse vrouw en haar kinderen over de grens naar de Verenigde Staten helpen. Het lukt de personages van de artiesten niet; ze worden gesnapt door de grenspolitie en worden allemaal neergeschoten.
Het is de eerste keer dat de artiesten tegelijk met elkaar samenwerken. Wel werd er al onderling met elkaar samengewerkt. Zo stonden Bizzey, Frenna en Ramiks met z'n drieën al op het lied Blow it all en herhaalden Bizzey en Ramiks de samenwerking verder onder andere op Drup en Doorheen. Frenna en KM zaten samen in rapformatie SFB en hadden verder ook onder andere de hits Paraplu en Karaat. Na Culo waren ze ook beiden op de hit Mamacita te horen.

## Hitnoteringen
De artiesten hadden groot succes met het lied in de hitlijsten van het Nederlands taalgebied. Het piekte op de eerste plaats van de Nederlandse Single Top 100 en stond twee weken lang op deze positie. In totaal stond het 27 weken in deze hitlijst. In de Nederlandse Top 40 stond het tien weken genoteerd, waarin de piekpositie de achtste plek was. Er was geen notering in de Vlaamse Ultratop 50; het kwam hier tot de 33e positie van de Ultratip 100